# Fortificações de fronteira da Checoslováquia durante a Guerra Fria

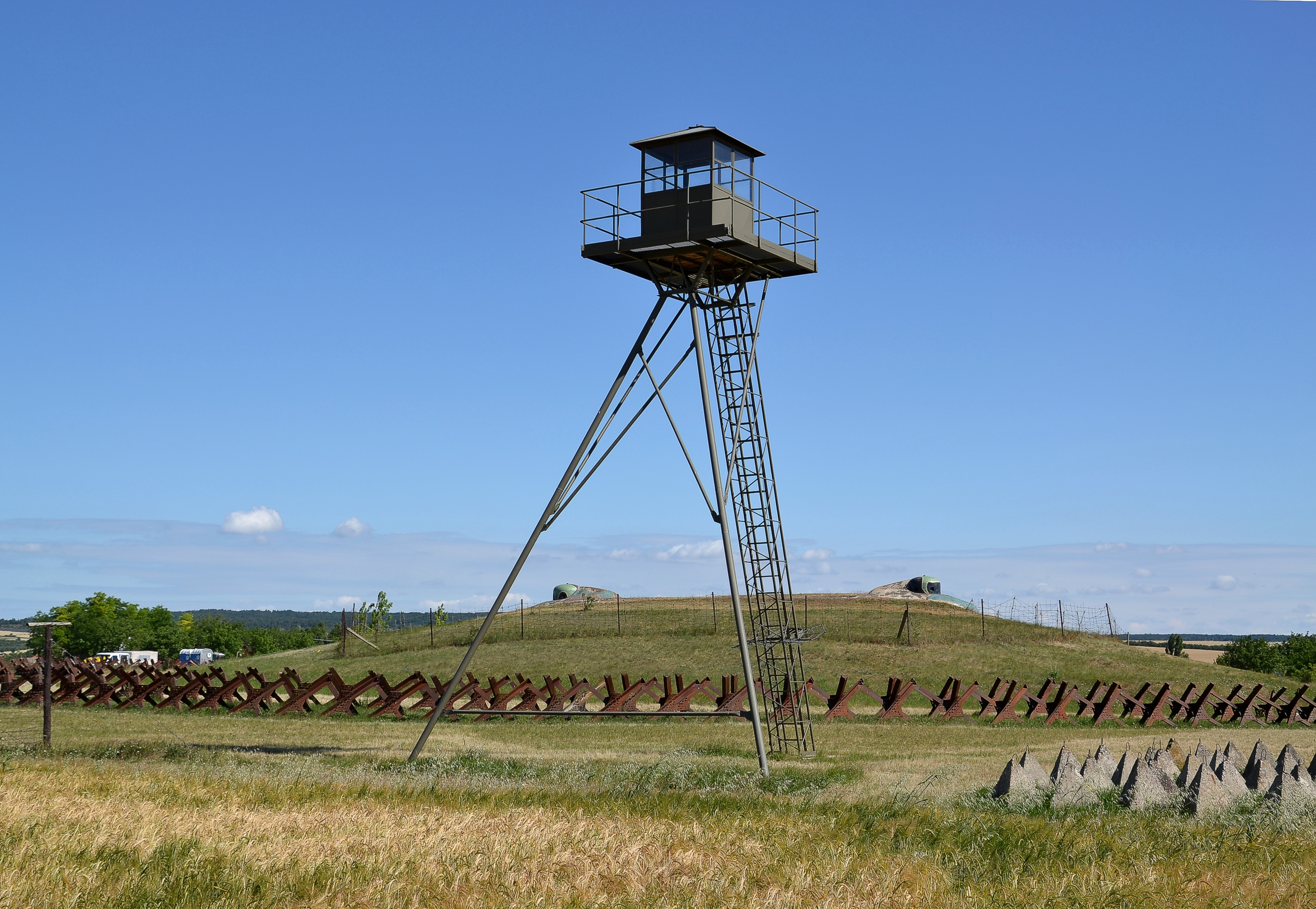
Bloqueio checoslovaco reativado e torre de vigia da guarda de fronteira perto de Šatov.

De 1946 a 1964, a Checoslováquia construiu fortificações ao longo da fronteira sul e sudoeste, na fronteira comum com os países capitalistas da Alemanha Ocidental e Áustria. Diferentemente da seção tchecoslovaca da Cortina de Ferro, cuja principal função era impedir que cidadãos do Bloco Oriental escapassem para o Ocidente, o propósito dessas fortificações de fronteira era a defesa contra possível agressão revanchista alemã e, mais tarde, também contra possível ataque de forças da OTAN.
No início, o sistema de defesa era baseado nas instalações das fortificações permanentes pré-guerra, reparadas e reequipadas nos anos de 1946 a 1953. Depois de 1950, devido à crescente tensão entre os Blocos Oriental e Ocidental, um sistema mais sofisticado de casamatas e abrigos foi construído. Enquanto os blocausses e casamatas pré-guerra foram projetados como monólitos de concreto armado, os novos bunkers da Guerra Fria seguiram o paradigma soviético e eram mais como fortificações de campo reforçadas, construídas de pedra e elementos de concreto pré-fabricados. Muitas das instalações do período de 1953 a 1964, especialmente aquelas construídas na época das crises de Berlim e Cuba, foram projetadas para condições de guerra nuclear, e muitas instalações mais antigas receberam proteção aprimorada contra armas de destruição em massa.
Ao contrário das instalações da Cortina de Ferro, a maioria das instalações não era guarnecida e desarmada e deveria ser tripulada apenas em caso de guerra, pelo exército regular, embora algumas das casamatas leves pudessem ser usadas também pela guarda de fronteira. Apenas as grandes fortalezas eram permanentemente guarnecidas, por uma companhia de fortificação pesada especialmente treinada.
A unidade especial de fortificação do Exército Tcheco foi dissolvida em 1999. Desde então, os bunkers foram selados e abandonados. Nos últimos anos, alguns dos bunkers foram comprados ou alugados por grupos de reconstituição ou pessoas privadas, reconstruídos e abertos como museus do exército tchecoslovaco.